# Tombaugh (cráter)
Tombaugh es un cráter de impacto en Marte, ubicado en el cuadrángulo de Elysium. Mide 60,3 kilómetros (37,5 millas) de diámetro y lleva el nombre de Clyde Tombaugh, astrónomo estadounidense (1906-1997), que descubrió el planeta enano Plutón. El nombre fue aprobado por la Unión Astronómica Internacional (IAU) en 2006.

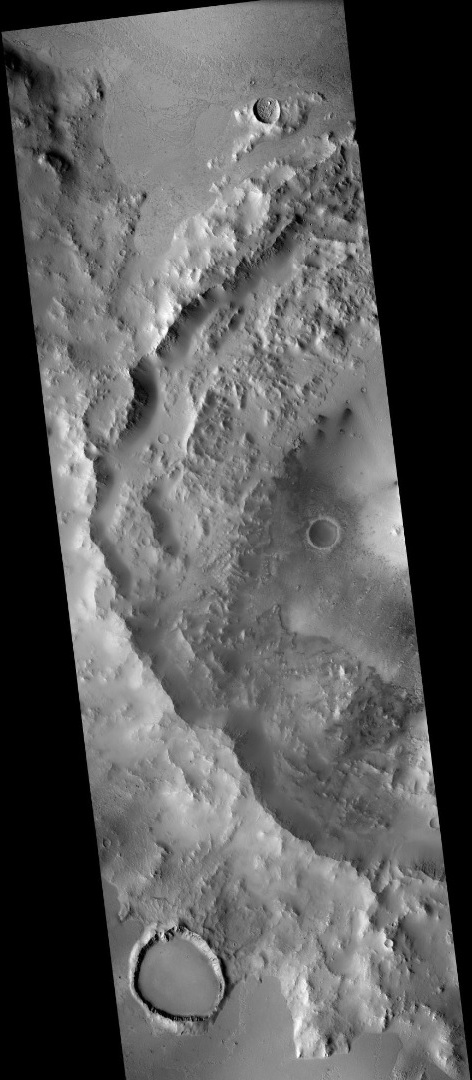
Lado oeste del cráter Tombaugh, visto por la cámara CTX en MRO.